# Венглювка (гмина Виснёва)

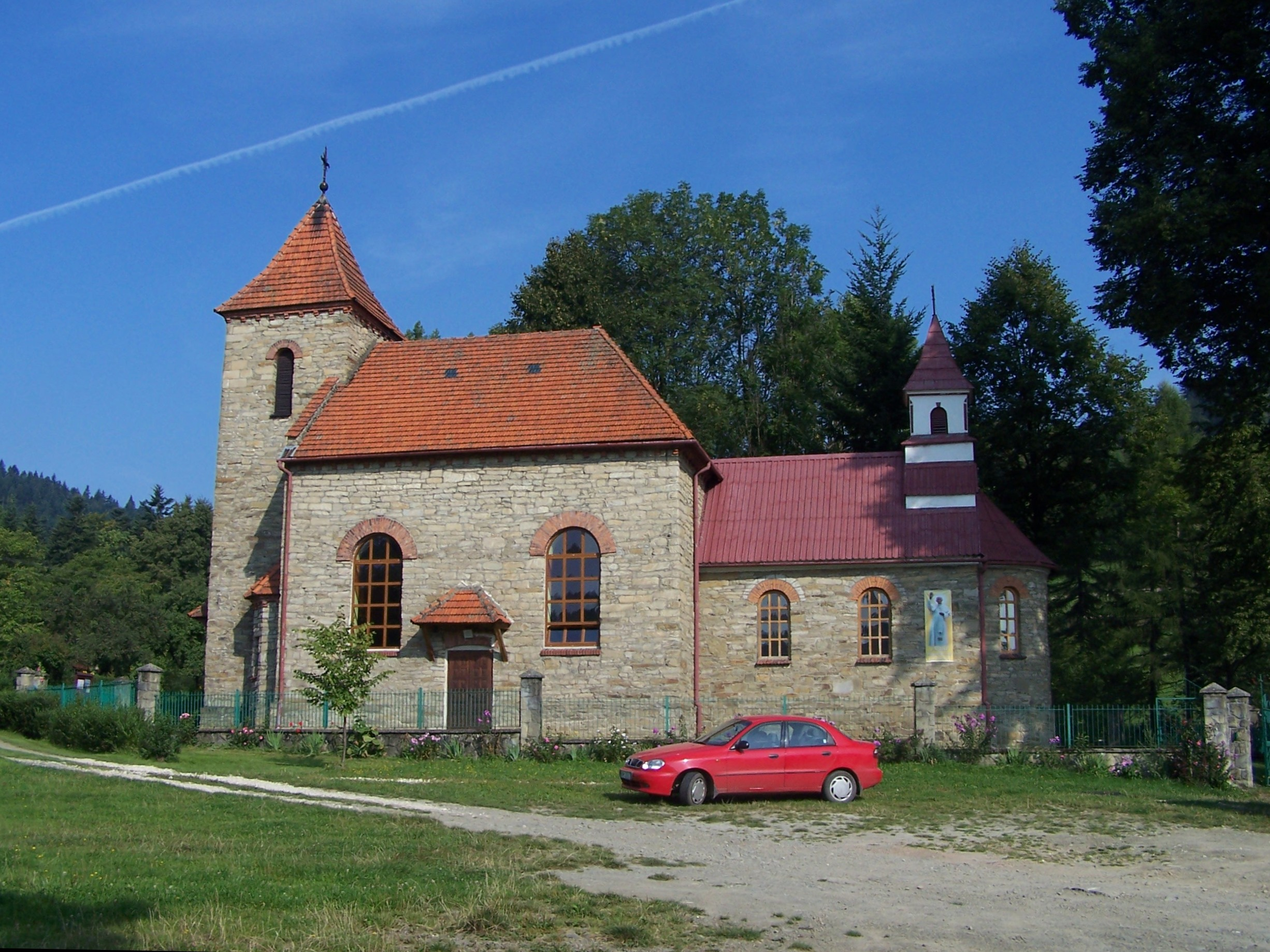
Церковь Пресвятой Девы Марии Ангельской

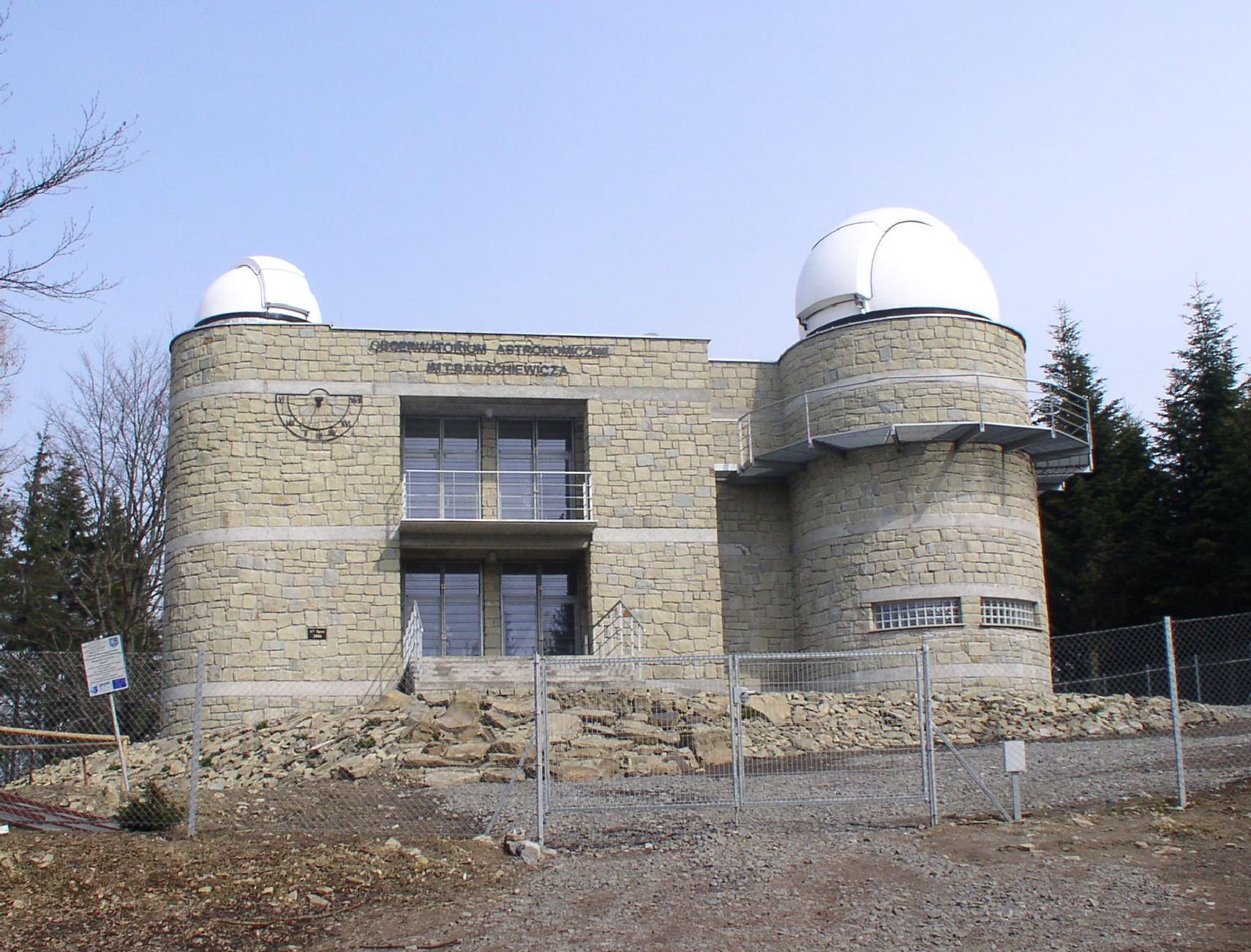
Любомирская обсерватория

Венглю́вка (пол. Węglówka) — село в Польше, входит в гмину Виснёва, Мысленицкий повят, Малопольское воеводство.

## География
Село располагается в 4 км от Виснёва, в 15 км от Мысленице и в 37 км от Кракова.
Село располагается в долине реки Недзьвядек в окружении горной системы Любомира и Лысины, входящей в Западные Бескиды. Здания села и культивируемые пастбища располагаются нижнюю часть долины и на склонах гор Любомира, Патрии и Щалбы. В прошлое время пастбища поднимались до вершин этих гор, в настоящее время они заросли кустарником.

## Достопримечательности
- Церковь Пресвятой Девы Марии Ангельской располагается в горной части села у подножия Любомира. Церковь была построена в XIX веке и отремонтирована в 1905 году.
- Церковь Пресвятой Девы Марии Неустанной Помощи находится в центре Венглювки и был построен в 1939 году.

## Наука
С 1922 по 1939 год га горе Любомир действовала астрономическая станция, на которой были открыты две кометы C/1925 G1 (Orkisz) (обнаружена польским астрономом Люцианом Оркишом 3 апреля 1925 года) и C/1936 O1 (Kaho-Kozik-Lis) (обнаружена польским астрономом Владиславом Лисом 17 июля 1936 года). Эта астрономическая станция была разрушена в 1944 году немцами. Станция была восстановлена в 2006 году и начала действовать 6 октября 2007 года под названием «Астрономическая обсерватория имени Тадеуша Банахевича на Любомире».

## Источник
- Jerzy Kondracki: Geografia regionalna Polski. Warszawa: Wyd. Naukowe PWN, 1998. ISBN 83-01-12479-2.
- Beskid Wyspowy 1:50 000. Mapa turystyczna. Kraków: Wyd. Compass, 2006. ISBN 83-89165-86-4.
- Michał Rembas. Wenus na Łysinie. «Gazeta Wyborcza, dodatek Turystyka». 35 (395) (2), s. 7, 2011-09-03. Warszawa: Agora S.A.. ISSN 14254832